# Catedrala din Helsinki
Catedrala Helsinki (finlandeză Helsingin tuomiokirkko, Suurkirkko; suedeză Helsingfors domkyrka, Storkyrkan) este catedrala evanghelică luterană finlandeză a Diocezei de Helsinki, situată în Kruununhaka, în centrul orașului Helsinki, Finlanda. Biserica a fost construită inițial între 1830-1852 ca tribut adus Marelui Principe al Finlandei, Țarul Nicolae I al Rusiei. Aceasta a fost cunoscută sub numele de Biserica Sf. Nicolae până la independența Finlandei în 1917. Este un punct de reper important în oraș.

## Descriere
Fiind un important punct de reper în Helsinki, cu domul înalt, verde, înconjurat de patru cupole mai mici, clădirea este construită în stil neoclasic. Aceasta a fost proiectată de Carl Ludvig Engel ca punctul culminant al Pieței Senatului: este înconjurată de alte clădiri, mai mici, proiectate tot de el. 
Biserica are planul în formă de cruce greacă (un centru pătrat cu patru brațe egale), simetrică în fiecare dintre cele patru puncte cardinale, cu fațada fiecărui braț având o colonadă și un fronton. Engel proiectase inițial și un rând suplimentar de coloane la capătul de vest pentru a marca intrarea principală, opusă altarului din est, dar acest aspect nu a fost niciodată construit.

## Istoric
Catedrala a fost construită pe locul uneia mai mici, Biserica Ulrika Eleonora, al cărei hram era Ulrica Eleonora, Regina Suediei. Un facsimil al acestei biserici, realizate în întregime din zăpadă, a fost construit în Piața Senatului la începutul anilor 2000. Biserica veche din Helsinki a fost construită între 1824 și 1826, în Kamppi, pentru a servi parohia între demolarea Bisericii Ulrika Eleonora și sfințirea noii catedrale.
Clădirea a fost ulterior modificată de către succesorul lui Engel, Ernst Lohrmann, ale cărui patru cupole mici subliniază legătura arhitecturală cu modelele, Catedrala Sfântul Isaac și Catedrala Kazan din Sankt-Petersburg. Lohrmann a ridicat și două turnuri de clopot, precum și statui supradimensionate de zinc ale celor Doisprezece Apostoli la vârfurile și colțurile ale acoperișului. Altarul a fost pictat de către Carl Timoleon von Neff și donat bisericii de către împăratul Nicolae I. Cripta catedralei a fost renovată în anii 1980 de către arhitecții Vilhelm Helander și Juha Leiviskä pentru a putea fi utilizată pentru expoziții și diverse funcții. Helander fost responsabil și pentru lucrările de conservare de la sfârșitul anilor 1990.
Astăzi, catedrala este unul dintre cele mai populare atracții turistice din Helsinki. Peste 350.000 de persoane vizitează biserica în fiecare an, unii pentru a participa la evenimente religioase, dar mai ales ca turiști. Biserica este utilizată în mod regulat pentru slujbe și evenimente speciale, precum nunți.

## Galerie

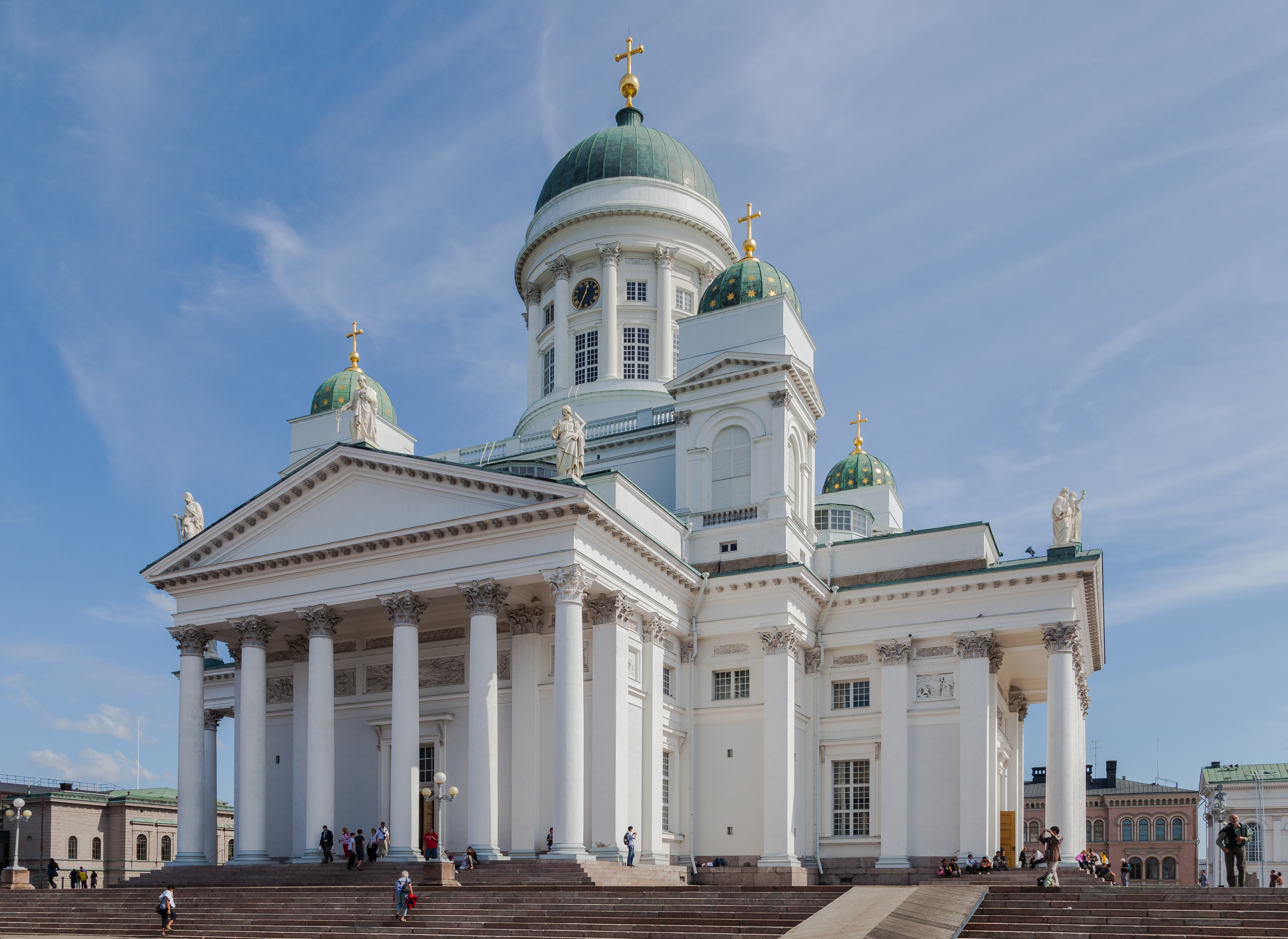
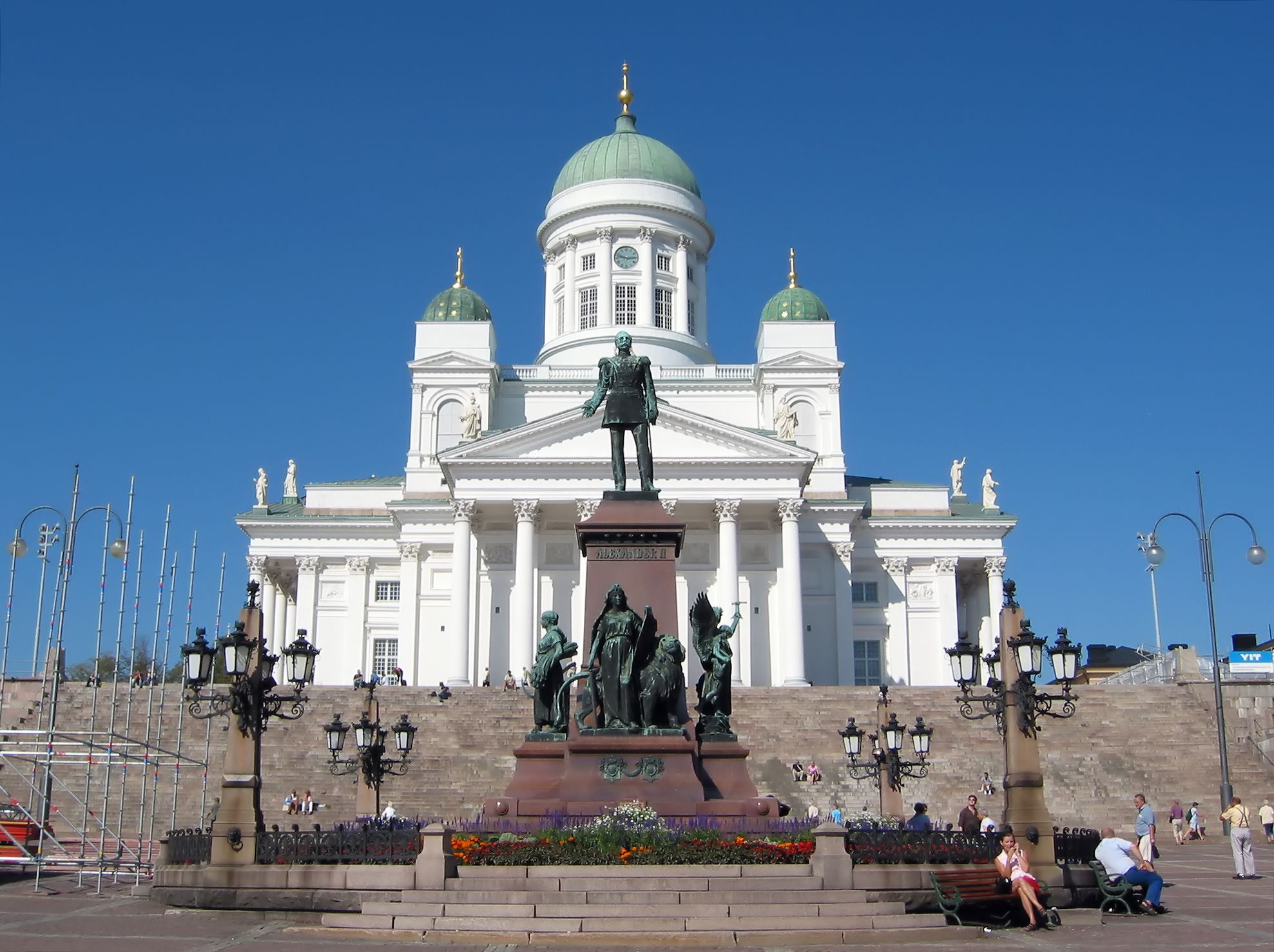
Fațada cu statuia Împăratului Alexandru al II-lea al Rusiei.
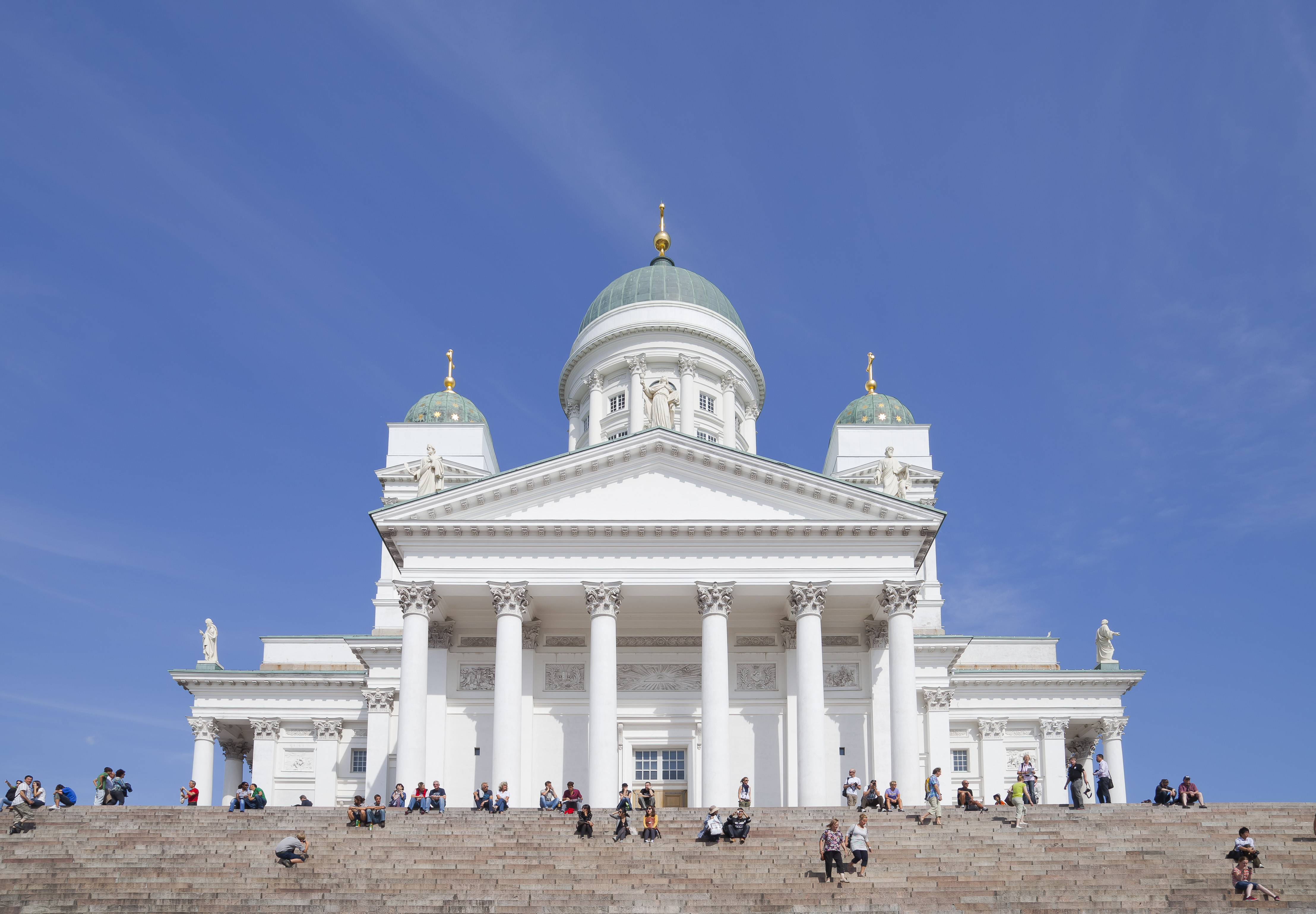
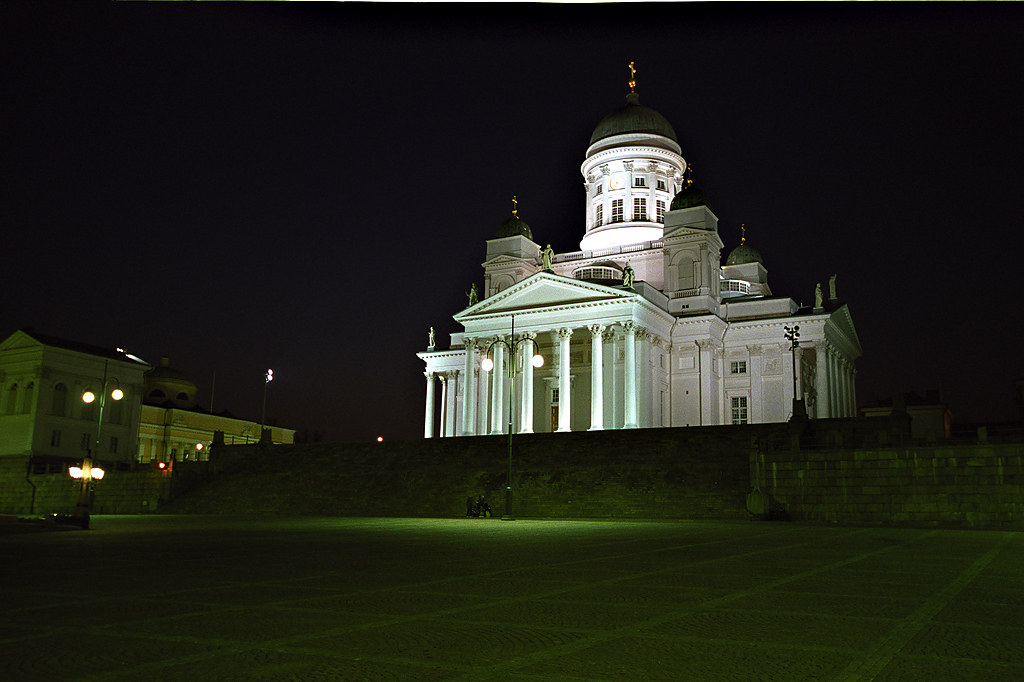
Noaptea
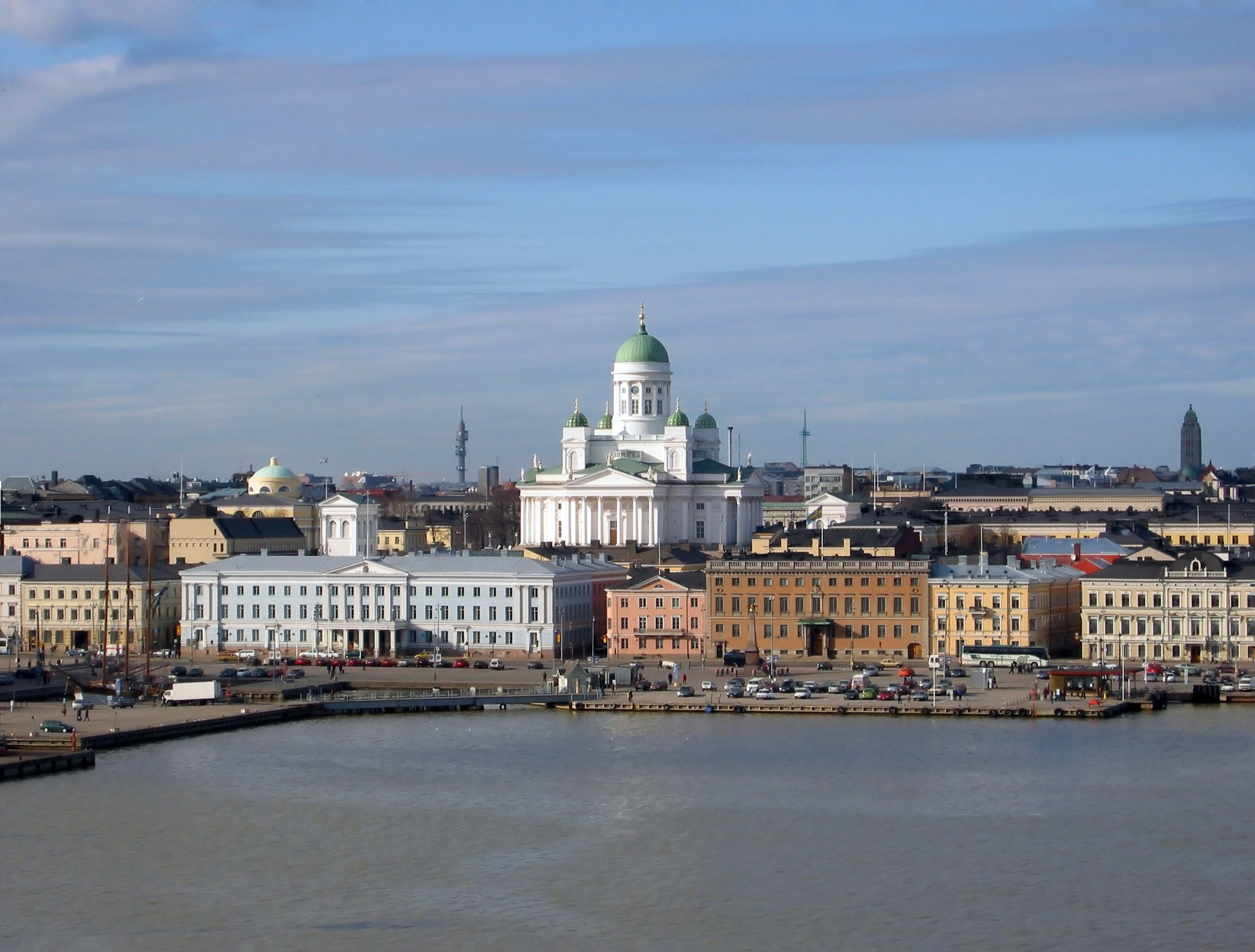
Kauppatori, Helsinki, având catedrala în fundal
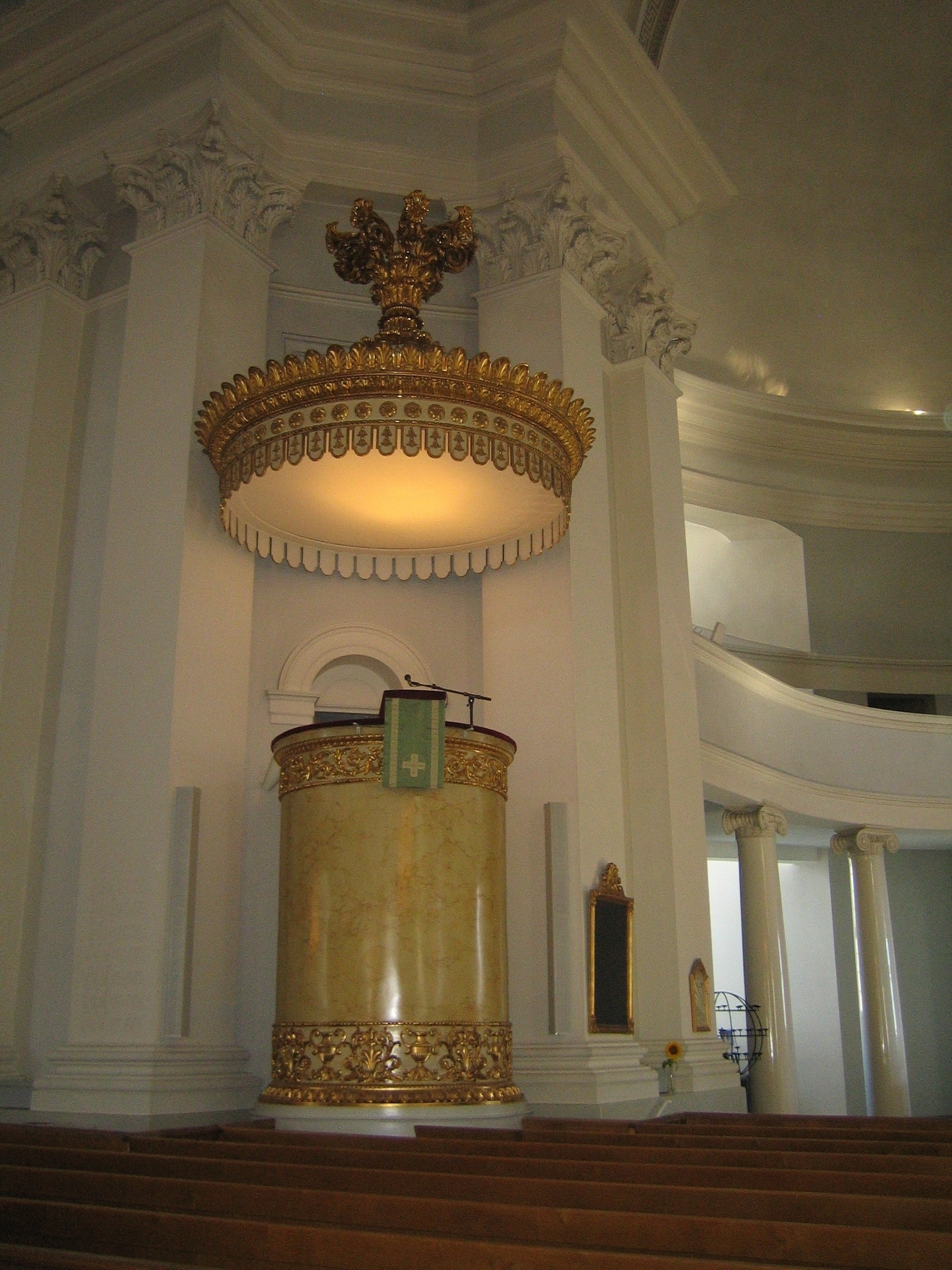
Amvonul cilindric
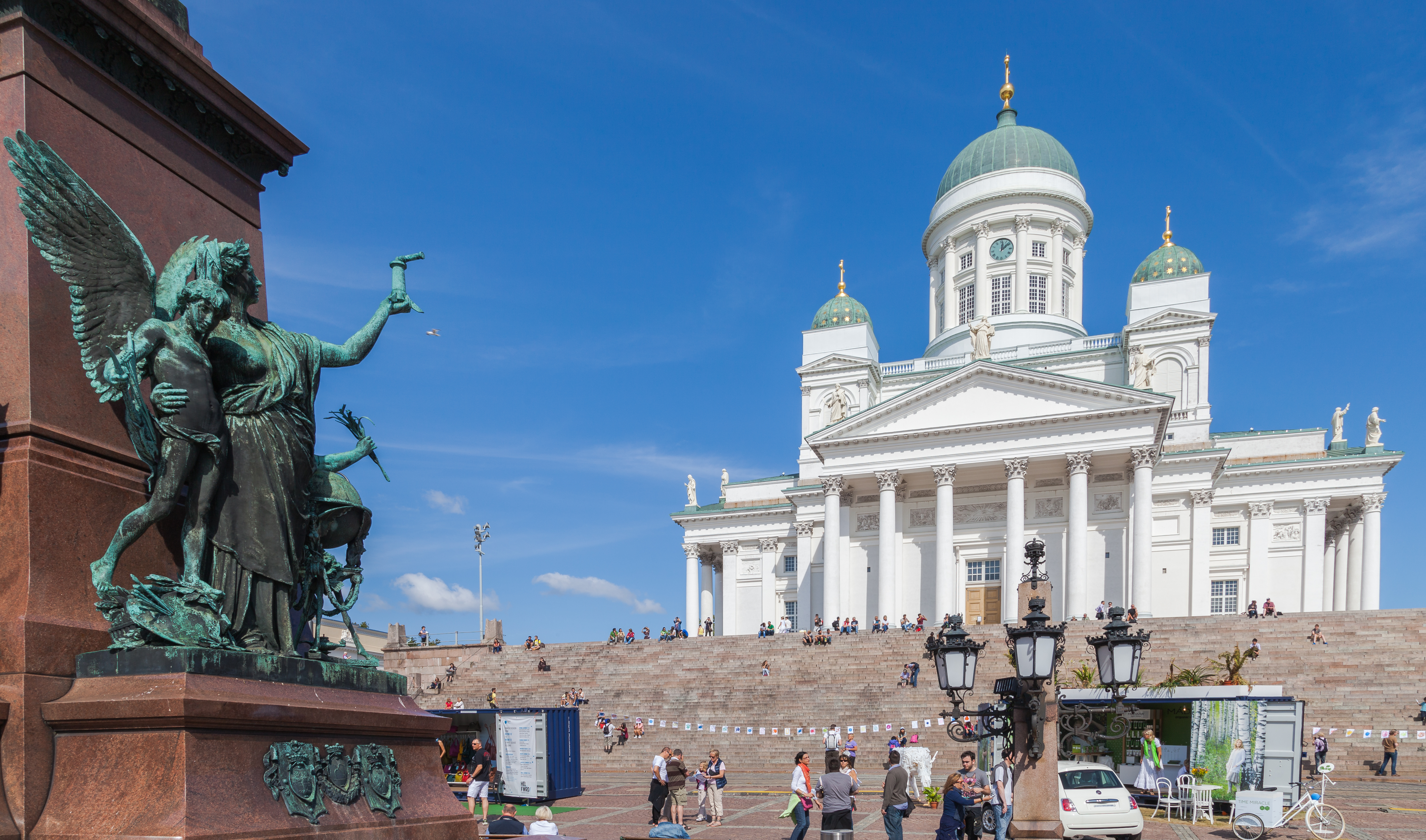